# Le Passager clandestin (maison d'édition)
Pour les articles homonymes, voir Le Passager clandestin.
Le Passager clandestin est une maison d'édition indépendante fondée en 2007, qui publie principalement des essais à tendance anarchiste. La décroissance, le décolonialisme, le féminisme, la culture punk et la désobéissance civile sont les principales thématiques de sa ligne éditoriale. Elle est actuellement diffusée et distribuée par Harmonia Mundi livre.

## Présentation
En 2007, Le passager clandestin publie son premier livre avec une réédition de La Désobéissance civile de Henry David Thoreau. La maison d'édition a depuis créé une dizaine de collections qui ont toutes un lien avec les théories de la décroissance, de l’autogestion ou de l’utopie concrète.
Le passager clandestin dénonce les fondements idéologiques d’un système qui se donne pour naturel et auquel il n'y aurait d'autre issue que de s'adapter. Le chiffre d'affaires s'élève à 220 000 euros en 2015.
La maison d'édition publie en 2014 le Rapport Brazza enterré depuis 1905.
Le passager clandestin vend ses ouvrages grand format à un prix bas, compris entre 12 et 20 euros, et lance en 2017 une collection de livres de poche.
En 2021, la maison d'édition est transmise à ses salariés sous statut Scop.

## Collections
- La collection « Désobéir », dirigée par Xavier Renou, membre fondateur du collectif Les Désobéissants, rassemble un ensemble de petits guides thématiques d'action directe non violente autour de l'idée de désobéissance civile[1].
- Le propos de la collection "Boomerang" est de montrer comment des écrits plus anciens entrent en résonance avec le présent.
- La collection « Précurseur·ses de la décroissance », dirigée par Serge Latouche, montre comment des philosophes, sociologues, écrivains et autres penseurs ont posé les jalons de la théorie de la décroissance. Composé d'une présentation pédagogique et des extraits d'un auteur, chaque titre participe à la constitution d'une encyclopédie de poche accessible aux non-initiés comme aux petits budgets.
- Les « Essais » proposent une réflexion critique sur différents enjeux politiques, historiques ou sociaux contemporains.
- La collection des « Transparents » montre comment des textes anciens mettent en lumière les ravages de la colonisation.
- Les « Dyschroniques » sont des nouvelles de science-fiction ou d'anticipation publiées pour la première fois vers le milieu du XXe siècle, empruntées aux grands noms comme aux petits maîtres du genre, tous unis par une même attention à leur propre temps, un même génie visionnaire et un imaginaire sans limites[1].
- La « bibliothèque des frontières », collection dirigée par Michel Agier et guidée par une démarche anthropologique, se donne pour objectif de penser les frontières contemporaines et d'interroger les politiques d'asile et d'hospitalité[1].

## Quelques titres
Le titre le plus vendu en 2017 est Le petit livre noir des grands projets inutiles, critique à l’égard des grands projets industriels comme les centrales nucléaires ou les autoroutes.
- Xavier Renou, Désobéir : le petit manuel, Congé-sur-Orne, Éditions le passager clandestin, 2019 (1re éd. 2012), 184 p. (ISBN 978-2-916952-69-7, lire en ligne) ;
- Saul Alinsky, Radicaux, Réveillez-vous ![4], 2017 ;
- Guillaume Faburel, Les Métropoles barbares. Démondialiser la ville, désurbaniser la terre, 2018 — Prix du livre de la Fondation de l'écologie politique[5] ;
- William Lindsay Gresham, Le Peuple du grand chariot, 2021, 64 p.[6] ;
- Fabrice Riceputi, Le Pen et la torture, coédité par Mediapart, 2023.